# Колубара (футбольний клуб)
Футбольний клуб Колубара або просто Колубара (серб. Фудбалски клуб Колубара) — професійний сербський футбольний клуб з міста Лазаревац. Зараз клуб виступає в Першій лізі чемпіонату Сербії.

## Історія
Перші значні результати були досягнуті «Колубарою» в середині 80-их років, а точніше з 1983 по 1985 роки, коли він брав участь у Другій лізі чемпіонату СФР Югославії. За останні два десятиліття в основному грав у другому або третьому дивізіонах чемпіонату. Найближчим до виходу в Суперлігу клуб був у сезоні 2009/10 років, коли в матчі останнього туру «Колубара» зазнав поразки від «Телеоптика» та втратив друге місце в першій лізі Сербії.
Команда в сезоні 2010/11 років зайняла 16-те місце в першій лізі Сербії й повинна була покинути лігу, але після відмови ФК «БАСКу» виступати в Суперлізі, клуб був переведений до нижчого дивізіону, а Колубара заповнив вакантне місце в першому дивізіоні рішенням Футбольної асоціації Сербії. Сезон 2012/13 років «Колубара» завершив на передостанньому 17-му місці й вилетів до Сербської ліги Белград, але вже за підсумками наступного сезону повернувся до Першої ліги, де він зараз і виступає.

## Статистика виступів у національних змаганнях
| Сезон   | Ліга        | Місце | Матчі | Виграні | Нічиї | Поразки | Забитих м'ячів | Пропущених м'ячів | Очок | Кубок               | Примітки                 |
| ------- | ----------- | ----- | ----- | ------- | ----- | ------- | -------------- | ----------------- | ---- | ------------------- | ------------------------ |
| 1998/99 | 2 — Схід    | 5     | 21    | 11      | 6     | 4       | 47             | 19                | 39   | не квалифицировался | [2]                      |
| 1999/00 | 2 — Північ  | 8     | 34    | 14      | 9     | 11      | 43             | 38                | 51   | не кваліфікувався   |                          |
| 2000/01 | 2 — Захід   | 5     | 34    | 14      | 11    | 9       | 45             | 38                | 53   | не кваліфікувався   |                          |
| 2001/02 | 2 — Захід   | 5     | 32    | 8       | 8     | 16      | 42             | 53                | 32   | не кваліфікувався   | Вилетів                  |
| 2002/03 | 3 — Белград | 15    | 34    | 13      | 6     | 15      | 34             | 46                | 45   | не кваліфікувався   | Вилетів                  |
| 2003/04 | 4 — Белград | 1     | 34    | 23      | 7     | 4       | 73             | 27                | 76   | не кваліфікувався   | Підвищення в класі       |
| 2004/05 | 3 — Белград | 3     | 34    | 17      | 6     | 11      | 52             | 37                | 57   | не кваліфікувався   | Програв у матчах плей-оф |
| 2005/06 | 3 — Белград | 5     | 38    | 17      | 9     | 12      | 53             | 54                | 60   | 1/4 фіналу          |                          |
| 2006/07 | 3 — Белград | 2     | 34    | 24      | 6     | 4       | 74             | 29                | 78   | не кваліфікувався   |                          |
| 2007/08 | 3 — Белград | 1     | 30    | 18      | 7     | 5       | 40             | 18                | 61   | не кваліфікувався   | Підвищення в класі       |
| 2008/09 | Перша ліга  | 12    | 34    | 10      | 12    | 12      | 33             | 36                | 42   | не кваліфікувався   |                          |
| 2009/10 | Перша ліга  | 3     | 34    | 14      | 14    | 6       | 37             | 31                | 56   | 1/16 фіналу         |                          |
| 2010/11 | Перша ліга  | 15    | 34    | 9       | 9     | 16      | 33             | 43                | 33   | 1/8 фіналу          |                          |
| 2011/12 | Перша ліга  | 11    | 34    | 12      | 7     | 15      | 35             | 43                | 43   | 1/8 фіналу          |                          |
| 2012/13 | Перша ліга  | 17    | 34    | 6       | 9     | 19      | 30             | 48                | 27   | 1/16 фіналу         | Вилетів                  |
| 2013/14 | 3 - Белград | 1     | 30    | 17      | 7     | 6       | 47             | 29                | 58   | Не кваліфікувався   | Підвищення в класі       |
| 2014/15 | Перша ліга  | 11    | 30    | 9       | 11    | 10      | 34             | 43                | 38   | Не кваліфікувався   |                          |
| 2015/16 | Перша ліга  | 7     | 30    | 11      | 9     | 10      | 29             | 28                | 42   | Не кваліфікувався   |                          |

## Досягнення
- Перша ліга чемпіонату Сербії
  -  Бронзовий призер (1): 2009/10

- Сербська ліга Белград
  -  Чемпіон (2): 2007/08, 2013/14
  -  Срібний призер (1): 2006/07
  -  Бронзовий призер (1): 2004/05

- Перший дивізіон сербської ліги Белград
  -  Чемпіон (1): 2003/04

## Відомі гравці
Список колишніх гравців клубу, які мають досвід виступів у складі національних збірних:
- Неманья Матич (молодіжний)
- Нікола Трайкович
- Никола Жигич
- Драган Чадиковський

## Відомі тренери
- Нікола Никич (1998–2000)
- Драган Радович[4]
- Славиша Божичич